# Dasychira problema
Dasychira problema är en fjärilsart som beskrevs av Collenette 1959. Dasychira problema ingår i släktet Dasychira och familjen tofsspinnare. Inga underarter finns listade i Catalogue of Life.